# Ilhas da Nova Geórgia

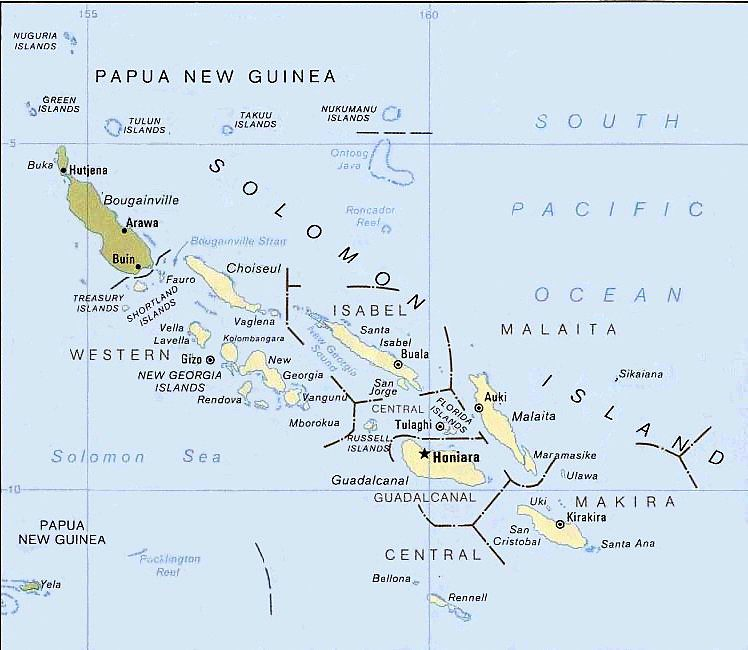
Ilhas Salomão

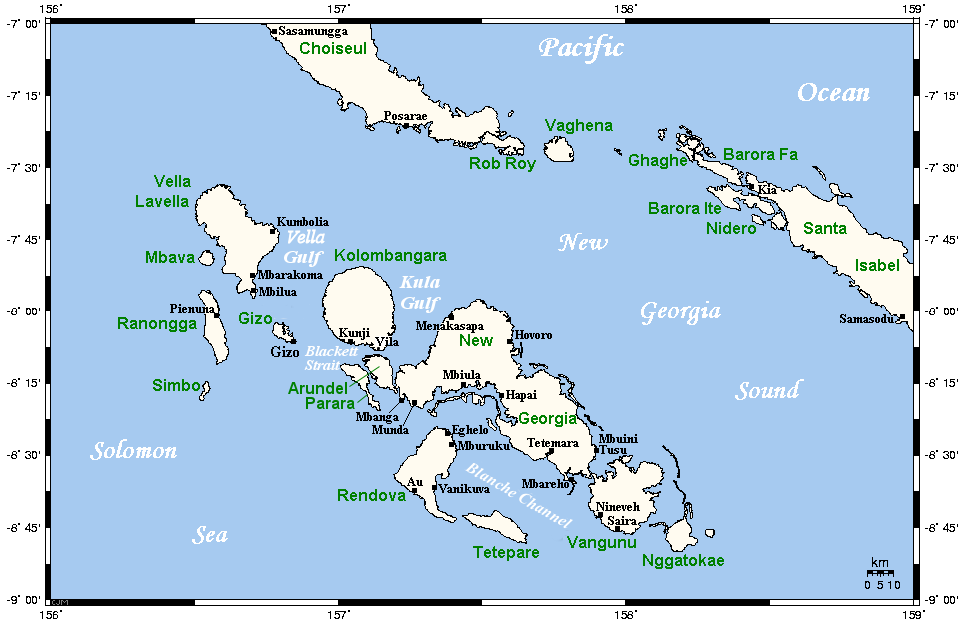
Ilhas Nova Geórgia

As Ilhas da Nova Geórgia fazem parte da Província Ocidental das Ilhas Salomão. Localizam-se a noroeste de Guadalcanal. As maiores ilhas são montanhosas e cobertas por floresta tropical. As principais ilhas são Nova Geórgia, Vella Lavella, Kolombangara (um vulcão adormecido), Ghizo, Vangunu, Rendova e Tetepare. Elas são cercadas por recifes de corais e abrigam a maior lagoa de água salgada do mundo: Lagoa Marovo.
Outro lugar famoso é a Ilha Kennedy, onde o ex-presidente dos EUA John F. Kennedy passou três dias encalhado durante a Segunda Guerra Mundial. Muitas das ilhas foram locais de batalha durante essa guerra.
As principais cidades são Gizo, Munda e Noro.
As principais atividades econômicas são a engenharia florestal e a pesca.
Uma das menores ilhas do arquipélago, Ranongga, foi erguida três metros sobre o Oceano Pacífico por um tsunami que atingiu as Ilhas Salomão em 2007, causando uma expansão de sua costa em mais de 70 metros.
Alguns dialetos locais são falados no arquipélago.